# Honda XRV 650 Africa Twin
Die Honda XRV 650 Africa Twin [ˈæfrɪkə twɪn] ist ein geländegängiges Motorrad des japanischen Herstellers Honda, das von 1988 bis 1989 produziert wurde. Die Reiseenduro ist konstruktiv von der Honda XL 600 V Transalp abgeleitet und wird von dem Zweizylindermotor der Honda NT 650 Hawk angetrieben.

## Geschichte
Als Reaktion auf die Motorsporterfolge der BMW R 80 GS Anfang der 1980er wurde die Honda Racing Corporation (HRC) im Jahr 1984 mit der Entwicklung eines wüstentauglichen, geländegängigen Motorrades für die Rallye Paris-Dakar beauftragt. Im Jahr 1985 wurde die NXR 750 V mit einem wassergekühlten Zweizylinder mit 779 cm³ Hubraum und einer Nennleistung von 48 kW (65 PS) vorgestellt. Dieses Motorrad gewann von 1986 bis 1989 viermal in Folge die Rallye Paris-Dakar und wurde deshalb auch „Queen of Africa“ genannt.
Die Africa Twin XRV 650 mit Herstellercode RD 03 basiert nicht auf dem Werks-Rallye-Motorrad NXR 750, hat aber nach dem Erfolg der NXR bei der Rallye Paris-Dakar 1987 deren Optik übernommen. Trotz eines Gewichts von vollgetankt 220 kg ließ sich die Reiseenduro sowohl auf der Straße als auch im Gelände gut bewegen. In Deutschland wurde wegen der günstigeren Typklasse die Leistung durch eine Drosselung von 57 PS auf 50 PS reduziert und das Motorrad zu einem Preis von 10.570 DM verkauft. Die Höchstgeschwindigkeit beträgt 165 km/h bei einer Drehzahl von 7.640 min−1. Die Aluminiumfelgen haben Stahlspeichen und sind vorne und hinten mit Diagonalreifen ausgerüstet. Die RD 03 verzögert vorne über eine Scheibenbremse mit einem Zweikolbensattel und hinten mit einer Scheibenbremse mit einem Einkolbensattel. Das Motorrad war bis 1991 ausschließlich in der Farbenkombination (weiß-rot-blau) der Honda Racing Corporation (HRC) erhältlich. Der Listenpreis zum Verkaufsstart betrug 1988 in Deutschland 10.570 DM.

## Konstruktion

### Antrieb
Der wassergekühlte Viertaktmotor ist quer im Rahmen montiert, so dass die beiden Zylinder des V-Motors in einem Winkel von 52° zur Kurbelwelle hintereinander stehen. Die zwei Zylinder haben eine Bohrung von 79 mm Durchmesser, die Kolben einen Hub von 66 mm bei einem Verdichtungsverhältnis von 9,4:1. Jeder Zylinderkopf hat eine kettengetriebene Nockenwelle, welche ein Auslass- und zwei Einlassventile steuert. Die Einheit aus Motor und Getriebeblock ist vertikal getrennt und aus einer Aluminiumlegierung gefertigt. Die Kurbelwelle überträgt ihr Drehmoment über Zahnräder auf eine Mehrscheiben-Ölbadkupplung auf der Eingangswelle des Getriebes. Das Getriebe hat fünf Gänge und ist über eine Kette mit dem Hinterrad verbunden.

### Fahrwerk
Das Fahrwerk besteht aus einem Einschleifen-Rohrrahmen aus Stahl mit doppeltem Oberzug aus Rechteck-Profilen und einem klassischen Rahmenheck. Die beiden Standrohre der Teleskopgabel haben einen Durchmesser von ⌀ 43 mm sowie einen Federweg von 230 mm. Sie sind über eine Gabelbrücke über dem Vorderrad miteinander verbunden. Das Federbein an der Hinterradschwinge aus Aluminium verfügt über ein Umlenksystem und ist sowohl in der Federvorspannung als auch in der Dämpfung stufenlos verstellbar.

### Kühlung
Die Motorkühlung erfolgt mit einem Gemisch aus Wasser und Gefrierschutzmittel, das die Verbrennungswärme von den beiden Zylindern über zwei Radiatoren an die Umgebungsluft ableitet. Eine von der Ölpumpe angetriebene Kühlmittelpumpe fördert das heiße Kühlmittel über ein Thermostatventil zu den Kühlern und zurück, wobei der Thermostat erst ab einer Betriebstemperatur von 95 °C vollständig öffnet. Als zusätzliche Kühlung für Kühlmitteltemperaturen oberhalb von 100 °C verfügt der rechte Radiator über ein Kühlgebläse.

## Modellübersicht der Africa Twin
| Modellcode                | RD 03     | RD 04     | RD 07     | RD 07a    |
| ------------------------- | --------- | --------- | --------- | --------- |
| Verkaufsbezeichnung       | XRV 650   | XRV 750   | XRV 750   | XRV 750   |
| Modell                    | J bis K   | L bis N   | P bis S   | T bis Y   |
| Baujahr                   | 1988–1989 | 1990–1992 | 1993–1995 | 1996–2000 |
| Gesamtlänge               | 2295 mm   | 2330 mm   | 2380 mm   | 2380 mm   |
| Breite                    | 895 mm    | 895 mm    | 895 mm    | 895 mm    |
| Höhe                      | 1290 mm   | 1420 mm   | 1430 mm   | 1430 mm   |
| Radstand                  | 1564 mm   | 1565 mm   | 1564 mm   | 1564 mm   |
| Sitzhöhe                  | 890 mm    | 890 mm    | 860 mm    | 860 mm    |
| Trockengewicht            | 187 kg    | 210 kg    | 205 kg    | 205 kg    |
| Tankvolumen (mit Reserve) | 24 Liter  | 24 Liter  | 23 Liter  | 23 Liter  |

## Rallyeeinsatz
Das Motorrad wurde als RD 03 Marathon 1989 und 1990 von Honda Frankreich erfolgreich auf der Rallye Paris-Dakar in der Marathonklasse eingesetzt. Für die langen Etappen wurden ein Hecktank sowie ein vergrößerter Haupttank montiert. Am Fahrwerk kamen höherwertige Komponenten zum Einsatz. Viele weitere Veränderungen wurden an diesem Modell vorgenommen wie ein Motorschutz mit Wasserfach, eine geänderte Schwinge zur Befestigung einer Kettenführung und Sturzbügel für die Kühler. Problematisch erwies sich allerdings der serienmäßige Luftfilterkasten, dieser wurde im zweiten Jahr der RD 03 Marathon auf eine Luftansaugung hinter dem Tankdeckel umgebaut. Es wurden ungefähr 60 Maschinen produziert und zum Preis von ca. 300.000 DM inklusive Service für die Rallye Paris-Dakar verkauft.

## Kritiken
„Als Serienableger der legendären Werks-Rallye-Renner eroberte sich die wuchtige Reise-Enduro mit ihrer Vielseitigkeit und Zuverlässigkeit viele Fans. Der V2-Motor ist nahezu unkaputtbar, das robuste Fahrwerk taugt zum flotten Landstraßenfahren ebenso wie für Offroad-Passagen auf Fernreisen – Komfort und Platz fürs Gepäck gibt´s ebenfalls reichlich.“

„Die Zielgenauigkeit ist hervorragend, das Fahrwerk bleibt jederzeit stabil und ruhig, und die Schräglagenfreiheit geht gegen Unendlich. Die Africa Twin ist der geborene Big Twin-Schreck, ihre nervenschonende Motor- und Fahrwerksauslegung macht es auch Anfängern leicht, sich voll und ganz aufs genußvolle Kurvenschwingen zu konzentrieren. Für Schrauber und Bastler ist die Honda dagegen eher enttäuschend. Sie will einfach nicht kaputtgehen. 80.000 Kilometer ohne irgendwelche Probleme sind locker drin. Wenn überhaupt, müssen höchstens mal Tachowelle, Lenkkopflager oder die Benzinpumpe ausgetauscht werden.“

„Wer sich für eine Africa Twin entscheidet, hat auf einen Schlag gleich drei Motorrad-Charaktere im Stall. Eine auf der Landstraße sehr agile, sportlich und schnell zu fahrende Straßenmaschine. Auf Langstrecke einen handlichen Tourer mit solidem Wetterschutz, kultiviertem Triebwerk und entspannter Sitzposition. Und offroad eine Enduro, die unter einem beherzten Fahrer – und entsprechend grobstollig bereift – auch noch in derbem Geröll souverän ihre Spur zieht.“